# 羅璧 (崇禎進士)
羅璧（？—？），號雙倫，河南汝宁府光山县人，民籍，明末清初官员。

## 生平
崇祯三年（1630年）庚午科河南乡试第八十四名舉人，十年（1637年）中式丁丑科会试第二百六十四名，三甲第五十五名進士。大理寺观政，本年六月授滑县知县。十三年（1640年）调任元城县知县。十四年丁憂，十七年補仁和知縣，卒于任。

## 家族
曾祖罗仲玉，祖罗冲，父罗名俊。